# حجر (سوره)
سوره حِجر پانزدهمین سوره است و ۹۹ آیه دارد و از سوره‌های مکی قرآن است و در جزء ۱۴ جای دارد. دلیل نام‌گذاری این سوره به نام حِجْر، اشاره به داستان صالح و قوم ثمود در آیات ۸۰ تا ۸۴ آن است که به خاطر حضور در سرزمینی به همین نام اصحاب حجر نامیده می‌شدند. سوره حجر دربارهٔ مبدأ جهان، معاد، ایمان به خدا، کیفر بدکاران و اهمیت قرآن سخن می‌گوید. در این سوره به داستان خلقت آدم، سجده ملائکه بر او به جز ابلیس، داستان حضور ملائکه نزد ابراهیم و بشارت آنان به او، عذاب قوم لوط و داستان قوم ثمود اشاره شده‌است. از جمله آیات مشهور سوره حجر آیه نهم است که در آن بر نگهبانی و جلوگیری از تحریف قرآن اشاره شده‌است.